# Панцыру, Тудор Михайлович
Тудор Михайлович Панцыру (рум. Tudor Panțîru; род. 26 октября 1951, с. Барабой, Дондюшанский район, Молдавская ССР, СССР) — советский, молдавский и румынский государственный и политический деятель, судья, дипломат.
Депутат Парламента Республики Молдова (1990—1994). Постоянный представитель Республики Молдова при ООН (1992—1996). Судья Европейского суда по правам человека (1996—2001). Судья Конституционного суда Боснии и Герцеговины (2002—2008). Член Палаты депутатов Румынии (2008—2012). Судья Конституционного суда Республики Молдова (2013—2018). Председатель Конституционного суда Республики Молдова (2017—2018).

## Биография
Родился 26 октября 1951 года в селе Барабой Дондюшанского района Молдавской ССР.

### Образование
Окончил юридический факультет Кишинёвского государственного университет имени В. И. Ленина.

### Трудовая деятельность
С 1977 по 1980 год — членом коллегии адвокатов Молдавской ССР.
С 1980 по 1987 год — судья, а с 1987 по 1990 — председатель Фрунзенского районного суда Кишинёва. Кроме того с 1988 по 1990 — председатель комиссии по оценке, приёму и продвижения судей Республики Молдова.
С 17 апреля 1990 по 1994 год — депутат Парламента Республики Молдова и в период с 1990 до 1992 — председатель Комиссии по вопросам права Парламента Республики Молдова.
С 25 мая 1992 по 3 октября 1996 года — постоянный представитель Республики Молдова при ООН в ранге чрезвычайного и полномочного посла.
С июня 1996 по ноябрь 2001 года — международный судья Европейского суда по правам человека в Страсбурге.
9 июня 1997 года присвоен высший квалификационный класс «судья».
В июне 2002 года был назначен судьёй Конституционного суда Боснии и Герцеговины, вступил в должность в сентябре 2002 года. С мая 2003 по июнь 2006 года — вице-президент Конституционного суда Боснии и Герцеговины.
С апреля 2002 года исполнял обязанности международного судьи Верховного суда Косово, а с апреля 2005 года — международного судьи-председателя специальной палаты Верховного суда Косово.
30 ноября 2008 года был избран депутатом палаты депутатов Румынии и подал в отставку с поста международного судьи специальной палаты Верховного суда Косово. Его депутатский мандат начался 15 декабря 2008 года.
С 22 февраля 2013 по 31 января 2018 года — судья, с 12 мая 2017 по 31 января 2018 года — председатель Конституционного суда Республики Молдова. Был назначен судьёй по представлению Высшего совета магистратуры. Также являлся юридическим консультантом и координатором программ в рамках Программы развития Организации Объединённых Наций в сегменте укрепления законодательной и судебной систем.

## Награды
- Медаль «За гражданские заслуги» (22 августа 1996) — в связи с пятой годовщиной принятия Декларации о независимости Республики Молдова и в знак признания существенного вклада в провозглашение Республики Молдова суверенным, независимым и демократическим государством[7]
- Орден Республики (27 августа 2010) — в знак глубокой признательности за выдающийся вклад в национальное освободительное движение и за особые заслуги в продвижении демократических ценностей и исторической правды[8]
- Почётное звание «Om Emerit» (24 октября 2016) — за значительный вклад в становление правового государства, заслуги в осуществлении конституционной юрисдикции и плодотворную организаторскую деятельность[9]

## Труды
Опубликовал множество статей в кишинёвских журналах «Legea si Viata» и «Avocatul Poporului».